# Frederik Haùgness
Frederik Haùgness est un acteur, metteur en scène, scénariste et musicien belge, né le 30 septembre 1974 à Bruxelles. Il est diplômé de l'Institut des arts de diffusion (IAD), section Théâtre depuis 1996.
Actif dans le doublage depuis 1998, il est également directeur artistique depuis 2016.

## Biographie
Sa mère est belge. Son père, Ola Haùgness, est norvégien. 
Son père est assassiné en septembre 1994. Cet évènement orientera considérablement ses choix artistiques. Notamment par le biais de la Justice réparatrice. Depuis la fin des années 1990, il tente de développer et de faire connaître ce nouveau concept de justice en participant à un groupe de réflexion au sein de la prison de Marneffe. Avec ce groupe, composé de détenus et de victimes, il goûte pour la première fois à l'écriture. En effet, le groupe scénarise une nouvelle que Frederik met en mot : Solaris.

### Vie privée
Il est en couple avec la comédienne Fanny Roy, qui pratique également le doublage, avec qui il a eu deux filles.

## Carrière
Acteur, il joue au Théâtre de Poche, au Rideau de Bruxelles, au Théâtre royal du Parc, au Théâtre royal des Galeries, au Théâtre de La Balsamine, à la Comédie Claude Volter, au Jardin de ma Sœur, à l'Atelier 210, au Théâtre des Martyrs, à l'Abbaye de Villers-la-Ville, au Théâtre Marni, au Théâtre Jardin-Passion…
Ses metteurs en scène : Adrian Brine,  Julien Roy, Jules-Henri Marchant, Michel Kacenelenbogen, Frédéric Dussenne, Yves Larec, Daniel Hanssens, Pierre Fox, Guillaume Istace, Toni Cecchinato, Michel de Warzée, Claude Volter, Jean Hayet, Claude Énuset, Jean-Claude Idée, Emmanuel Dekoninck, Christian Leblicq, Michel Bernard,  Bruno Bulté, Emmanuel Guillaume, Fabrice Gardin, Martine Willequet, etc.
Dans des pièces comme Si c'est un Homme de Primo Levi, Haute Surveillance de Jean Genet, Candide de Voltaire, Le Laboratoire des Hallucinations de Nils F. Olsen, Les Fourberies de Scapin de Molière, Les Caprices de Marianne d'Alfred de Musset, Roméo et Juliette de Shakespeare, Skylight de Hare, Temps de Bonheur d’Ayckbourn, Il y avait quelque chose dans le noir qu’on n’avait pas vu de Thomas Gunzig, Chutes de Motton, Beaucoup de bruit pour rien de Shakespeare, L'Invitation au Château d'Anouilh, Écris ta Source de Frank Andriat, Dracula d'après Bram Stoker, Candide de Volter, Le Magasin des Suicies d'après le roman de Jean Teulé, Versus de Frederik Haùgness (avec Michel Bernard), La Souricière d'Agatha Christie, Non Rééducable : Mémorandum théâtral à propos d'Anna Politokvskaïa de Stefano Massini…
En 2001, il traduit et adapte pour la scène The Wild Party (en) de Joseph March et signe ainsi sa première mise en scène professionnelle. Il invente alors l'appellation « Jazz-Théâtre » : un mariage entre le spectacle et le concert, où les mots et les notes se partagent le récit.
Ce spectacle de « Jazz-Théâtre » fut joué au Cercle, au Théâtre de Poche, au festival Théâtre au Vert, au Sound’s Jazz Club, à Liège, au Luxembourg, à Louvain-La-Neuve et à Tanger où il reçut le Prix Coup de Cœur du Jury. Ce spectacle sera repris en ouverture de la saison 2007/08 de l'Atelier 210 et se joue, chaque année au café-théâtre La Samaritaine. En 2011, pour le 10e anniversaire du spectacle, la troupe souhaite programmer dix dates exceptionnelles avec dix invités (une première expérience, en ce sens, a été faite avec le saxophoniste Steve Houben, en septembre 2010).
Sur la scène de The Wild Party : Benoit Verhaert (paroles), Grégory Houben (trompette, bugle et chant), Samuel Gertsmans (contrebasse), Laurent Delchambre (batteries) et Matthieu Vandenabeele (piano).
En octobre 2007, il reçoit le « Prix du Théâtre du Meilleur Seul en Scène » pour le spectacle Si c'est un Homme. Ce spectacle changea sa perception de l'art théâtral. Pour l'occasion, il a fait deux voyages à Auschwitz, dont un avec la Fondation Auschwitz. 
Frederik est membre de la Ligue d'improvisation belge de 2005 à 2010.

## Théâtre

### Acteur

#### 1995-1999
- 1995 : Mistero Buffo de Dario Fo au café-théâtre La Soupape, mise en scène : Patrick Waleffe.
- 1995 : L’Odyssée, d'après Homère, au Rideau de Bruxelles, mise en scène : Jules-Henri Marchant.
- 1995 : L'Escargot entêté, monologue d'après Rachid Boudjedra, au café-théâtre La Soupape, mise en scène : Régine Godefroid.
- 1996 : Avant Première, création collective dirigée par Gérald Marti, dans le cadre des Premières Rencontres, au Théâtre de Poche.
- 1996 : Le Cabaret Monstre, (La Tragédie de Hulk) au Théâtre de Poche.
- 1996 : Le Public, de F.G. Lorca, au Théâtre de Poche, mise en scène : Frédéric Dussenne.
- 1996 : Les Paravents, de Jean Genet, à l'XL-Théâtre, mise en scène : Régine Godefroid.
- 1996 : L’Odyssée (reprise).
- 1997 : Skylight, de David Hare, au Rideau de Bruxelles et au Festival de Spa, mise en scène : Adrian Brine.
- 1997 : Chutes, de Gregory Motton, au Rabelais, exercice de l’INSAS, mise en scène : Guillaume Istace.
- 1997 : Temps de bonheur (Time of my Life), d'Alan Ayckbourn, au Rideau de Bruxelles, mise en scène : Adrian Brine.
- 1998 : Igrok, de F.M. Dostoïevski, stage dirigé par Anatoli Vassiliev (cf. formation).
- 1998 : Skylight, tournées et reprise au Rideau de Bruxelles (janvier et février 98).
- 1998 : Les Cahiers de Amy Thomas (Amy's View) de David Hare, au Rideau de Bruxelles, mise en scène : Adrian Brine.
- 1998 : Le silence est nu comme une pierre gelée, à la salle Mertens, écrit et mis scène par Patrick De Jongh.
- 1999 : Il y avait quelque chose dans le noir qu’on n’avait pas vu, monologue de Thomas Gunzig, au Jardin de ma Sœur, au Festival de Spa et au Mesureur. Mise en scène : Julien Roy.
- 1999 : La Tour de Nesle d’après Alexandre Dumas, dans une adaptation et une mise en scène de François Champdeblé, au Jardin de ma Sœur.

#### Années2000
- 2000 : Vienne 1913 d’A-D Weil (Hugo Von Klast) à l’Hôtel de Ville de Bruxelles, lecture-spectacle mise en voix par Jean-Claude Idée.
- 2000 : Le Malade Imaginaire de Molière (Cléante) à la Comédie Claude Volter, mise en scène : Claude Volter

- 2000 : Beaucoup de bruit pour rien de Shakespeare (Conrad) au Théâtre Royal des Galeries. Adaptation et mise en scène : Jean Hayet.
- 2001 : Cyrano de Bergerac, de Edmond Rostand (Cuigy et un cadet), au Théâtre Royal du Parc, mise en scène : Yves Larec.
- 2001 : Histoire d'amours, de Toni Cecchinato et Jean Collette (Eric), au Théâtre Royal du Parc, mise en scène : Toni Cecchinato.

- 2002 : Les Caprices de Marianne, d’Alfred de Musset (Cœlio), à la Comédie Claude Volter, mise en scène : Michel de Warzée.
- 2003 : Il y avait quelque chose dans le noir qu’on n’avait pas vu, monologue de Thomas Gunzig, reprise au Jardin de ma Sœur (en avril 2003). Mise en scène : Julien Roy.
- 2003 : Roméo et Juliette, de Shakespeare (Benvolio), au Château du Karreveld, Bulles Production, mise en scène : Daniel Hanssens.
- 2003 : Les Fourberies de Scapin, de Molière (Léandre), au Théâtre Royal du Parc, mise en scène : Pierre Fox.

- 2004 : La Cage aux folles, de Jean Poiret, (Francis), au C.C. d'Uccle, au Festival de Spa et en tournée, mise en scène : Daniel Hanssens et Jonathan Fox.
- 2004 : Haute Surveillance, de Jean Genet, (le Gardien et clarinette basse), au Théâtre des Martyrs, mise en scène : Claude Enuset.
- 2005 : Ligue d'Improvisation Belge, au Théâtre Marni, équipe des Rouges coachée par Jean-Marc Cuvelier.

- 2005 : L'Invitation au château, de Jean Anouilh, (Patrice Bombelle), au Théâtre Royal du Parc, mise en scène : Pierre Fox.
- 2006 : Le Laboratoire des hallucinations, de Nils F. Olsen, (Nils), à l'Atelier 210, mise en scène : Emmanuel Dekoninck.
- 2006 : Ligue d'Improvisation belge, au Théâtre Marni, équipe des Jaunes, coachée par Laurent Renard.

- 2006 : Dracula, d'après Bram Stoker, (Lord Arthur Holmwood), à l'abbaye de Villers-la-Ville, produit par Del Diffusion, mise en scène : Bruno Bulté.
- 2006-2007 : Écris ta source, de Franck Anrdiat, spectacle pour enfants, dans les classes de Wallonie, par la compagnie Hypothésarts, mise en scène : Christian Leblicq.
- 2006-2007 : Si c’est un homme, de Primo Levi, (seul en scène), au Théâtre de Poche, mise en scène : Michel Bernard.
- 2007 : Ligue d'improvisation belge, au Théâtre Marni, équipe des Bleus coachée par Marie Van R.
- 2008 : Si c'est un Homme (reprise et tournée), de Primo Levi (seul en scène).
- 2008 : Écris ta source de Frank Andriat, (seul en classe), reprise et tournée.
- 2008 : Ligue d'Improvisation Belge, équipe des Jaunes, au Théâtre Marni. Coach : Dominique Pattuelli.
- 2009 : Ladies Night (The Full Monty) de Anthony McCarten et Stephen Sinclair, (Fred), au Pathé Palace, au Wolubilis, au Théâtre royal de Namur, au CC d'Uccle, mise en scène : Daniel Hanssens. Production : Argan 42.
- 2009 : Versus, de Frederik Haùgness et Michel Bernard, spectacle autobiographique, deuxième création Jazz-Théâtre (après The Wild Party), première création de la compagnie Unités / Nomade, au Théâtre Marni. Mise en scène : Michel Bernard.
- 2009 : La Souricière, d'Agatha Christie, (Sergent Trotter), au Théâtre Royal des Galeries. Mise en scène: Fabrice Gardin.
- 2009 : Ligue d’improvisation belge, équipe des Bleus, au Théâtre Marni. Coach et jouteur.

#### Années2010
- 2010 : Non Rééducable, mémorandum théâtral sur Anna Politkovskaïa, de Stefano Massini, au Théâtre Marni. Une production Unités/Nomade. Mise en scène : Michel Bernard.
- 2010 : The Red Room, premier concert à la Samaritaine. Une production Unités/Nomade. Conception et interprétation : Frederik Haùgness.
- 2010 - 2011 : Le Magasin des Suicides, de Jean Teulé, (tous les Clients et Ernest), au Théâtre Jardin-Passion. Mise en scène: Emmanuel Guillaume.
- 2010 : Ligue d'Improvisation Belge, équipe des Bleus, au Théâtre Marni : Coach et jouteur.
- 2011 : Les Hommes Préfèrent Mentir, d'Eric Assous, (Sam), au Théâtre Royal des Galeries. Mise en scène : Martine Willequet.
- 2011 : Amen (Le Vicaire), de Rolf Hochhuth, adapté par Fabrice Gardin, (S.S. Salzer), au Théâtre Royal des Galeries. Mise en scène : Jean-Claude Idée.
- 2012 : Ladies Night (The Full Monty) de Anthony McCarten et Stephen Sinclair, (Fred), reprise au Cirque Pauwels.
- 2013 : Alpenstock de Rémi De Vos (Fritz), au Centre Culturel Bruegel, mise en scène : Claude Enuset.
- 2013-2014 : Les Belles-Sœurs de Éric Assous, (Francky). Création au Théâtre de la Tête d'Or (Lyon – France). Tournée des Châteaux 2014 (Belgique). Une production du Théâtre Royal des Galeries. Mise en scène : Martine Willequet.
- 2015 : Jérémy Fisher de Mohamed Rouabhi, (le docteur et le représentant). Une production Ton Texte Georges !. Mise en scène : Sebastián Moradiellos

### Mises en scène et assistanats
- De 1998 à 2003, Frederik a été l'assistant du metteur en scène britannique Adrian Brine, sur une dizaine de spectacles au Rideau de Bruxelles.
- 2008 : Peter Pan d'après Régis Loisel à l'atelier 210 et à Tour et Taxis.
- 2001-2018 : The Wild Party, mise en scène et adaptation, au Sound's Jazz Club, à l'Atelier 210, à La Samaritaine, etc.

## Filmographie

### Cinéma

#### Longs métrages
- 2010 : Illégal d'Olivier Masset-Depasse : maître Massart
- 2012 : La Traversée de Jérôme Cornuau : le capitaine Maroit
- 2014 : Brabançonne de Vincent Bal
- 2015 : Louis-Ferdinand Céline d'Emmanuel Bourdieu : le contrôleur de bus

#### Courts métrages
- 1995 : Ostia d'Olivier Masset-Depasse : rôle inconnu
- 1995 : In latex veritas d'André Buytaers (destiné à Infor-SIDA)
- 2009 : Le Réveil des loups d'Alexandre Drouet : premier rôle, le gardien 1 (une production Cryotopsie)
- 2009 : Ghosts de Sébastien Fernandez (ce court-métrage s'inscrit dans le NIN Ghosts Film Festival, une production Cryotopsie.)
- 2010 : Le Cours des choses de Caroline Tambour : Jean-Yves, (Tarantula Production)
- 2010 : Ex Funeris d'Alexandre Drouet : Georg (une production Cryotopsie)
- 2011 : I'm a Very Bad Day de Sébastien Schmit
- 2012 : Auguste et Louis de Nicolas Bertrand : Louis
- 2013 : Le Petit Bonhomme vert de Roland Lethem : le cactus
- 2013 : Millionnaires de Stéphane Bergmans : Christian
- 2013 : Figures de Miklos Keleti : le papa

### Télévision

#### Téléfilms
- 1996 : Quai numéro un d'André Buytaers : rôle inconnu
- 1996 : Les Maîtres de l'orge de Jean-Daniel Verhaeghe : Baptiste
- 1998 : Le Destin des Steenfort de Jean-Daniel Verhaeghe : Baptiste-le-manchot

#### Séries télévisées
- 2003 : Les Thibault de Jean-Daniel Verhaeghe : le conscrit
- depuis 2010 : Ultima de Sébastien Fernandez : Jonsi (Frederik Haùgness est aussi coscénariste)
- 2014 : Esprits de famille : Laurent (10 épisodes)

## Doublage

### Cinéma

#### Films
- 2003 : Ned Kelly : Aaron Sherritt (en) (Joel Edgerton)
- 2006 : Last Kiss : Izzy (Michael Weston)
- 2007 : Grandma's Boy : Barry (Jonah Hill)
- 2010 : Post Grad : Adam Davies (Zach Gilford)
- 2021 : Red Rocket : Lonnie (Ethan Darbone)
- 2023 : Opération Napoléon : ? (?)
- 2024 : Sweethearts (en) : l'homme aux airpods [Qui ?]

### Télévision

#### Séries télévisées
- 2001-2003 : Nos vies secrètes : Richie Blake (Spencer McLaren) (64 épisodes)
- 2005 : Doctor Who : le 10e docteur (David Tennant) (saison 1, épisode 13[1])
- 2015-2018 : The Expanse : Diogo Harari (Andrew Rotilio) (16 épisodes)
- 2016 : Dirk Gently, détective holistique : Ed (Christian Bako) (7 épisodes)
- 2018 : Champions : Vince Cook (Anders Holm) (10 épisodes)
- 2018 : Frontier : Fortunato (Michael Raymond-James) (4 épisodes)
- 2018-2019 : Zoe et Raven : Callum (Joe Ashman) (18 épisodes)
- 2019 : Limetown : Mark Green (Omar Elba) (7 épisodes)
- 2019-2020 : Bia : Mariano Urquiza (Alejandro Botto) (119 épisodes)
- 2020 : Les Chroniques de Sherlock : Piotr Znamenski (Konstantin Bogomolov)
- 2021 : The Naked Director : Ogiwara (Shō Takamatsu) (8 épisodes) et Matsuo (Evan Lewis) (8 épisodes)
- 2022 : Mocro Maffia : ? (?) (saison 4)

#### Séries d'animation
- Flipper et Lopaka : Flipper le dauphin
- My Little Pony : Les amis, c'est magique : Doctor Whooves (épisode 100)
- Reideen the Superior : Fujimaru Mushanokouji
- Saint Seiya : Chapitre Hadès - Le Sanctuaire : Shun
- Static Choc : Richie Foley (1re voix)
- Tokyo Mew Mew : Wesley J. Coolridge III
- Orange : Hiroto Suwa
- 2019-2022 : Victor et Valentino : Valentino
- 2020[2] : The God of High School : Q
- 2024 : Bucchigiri?! : Badaud et le professeur

### Direction artistique
Sauf indication contraire ou complémentaire, les informations mentionnées dans cette section proviennent du générique de fin de l'œuvre audiovisuelle présentée ici.
Films d'animation
- 2022 : Moi, quand je me réincarne en Slime : Scarlet Bond (en)

Téléfilms
- 2020 : Le Cauchemar d'une fille au pair

Séries télévisées
- 2019-2021 : The Naked Director (avec Bruno Mullenaerts)

Séries d'animation
- depuis 2018 : Moi, quand je me réincarne en Slime (avec Pierre Bodson en saison 3)
- 2019 : Cannon Busters (en)
- 2019-2020 : La Vallée des Moomins (avec Fanny Roy)
- 2021 : Moi, quand je me réincarne en Slime : The Slime Diaries
- 2021-2022 : Inside Job
- 2022 : Détective Conan : Zero à l'heure du thé (avec Fouzia Youssef-Holland)
- 2022-2023 : Les Aventures temporelles de Sammy et Raj (avec David Macaluso)
- depuis 2022 : Smiling Friends
- 2023 : Moi, quand je me réincarne en Slime : Le Rêve de Coléus

## Voix off

### Publicités
- Center Parcs
- Carrefour
- Volkswagen…